# Lampropeltis triangulum
Il serpente del latte (Lampropeltis triangulum (Lacépède, 1778)) è un serpente non velenoso appartenente alla famiglia Colubridae. Viene chiamato anche "falso corallo" per la sua somiglianza con i serpenti corallo, un caso di mimetismo batesiano.

## Distribuzione
Il serpente del latte è diffuso in deserti e foreste di Canada, Stati Uniti, Messico, Ecuador e Venezuela.

## Descrizione
Il Lampropeltis triangulum è un serpente di medie dimensioni, in quanto la sua lunghezza si aggira sui 50–150 cm. Questo ofide è un classico esempio di mimetismo batesiano: la sua livrea imita infatti quella di un serpente corallo. L'unica effettiva differenza tra i due è la sequenza:
Nero-giallo-rosso-giallo-nero-giallo: Serpente corallo;
Giallo-nero-rosso-nero-giallo-nero: Serpente del latte.
Dato che la sola differenza, come prima detto, è la sequenza dei colori, sono state inventate diverse filastrocche utilizzate dagli esploratori per distinguere il serpente corallo dal suo imitatore:
- "Rosso su  giallo serpente corallo, rosso su nero non è quello vero"
- "Dal rosso al giallo uccide un cavallo, dal rosso al nero amico sincero"
- "Dal rosso al nero è libero il sentiero, dal rosso al giallo di sicuro è un corallo".

## Sistematica
Si conoscono 24 sottospecie. 
In passato venivano considerate 25 con Lampropeltis triangulum elapsoides, ma ora viene considerato semplicemente Lampropeltis elapsoides, dunque una specie a parte.

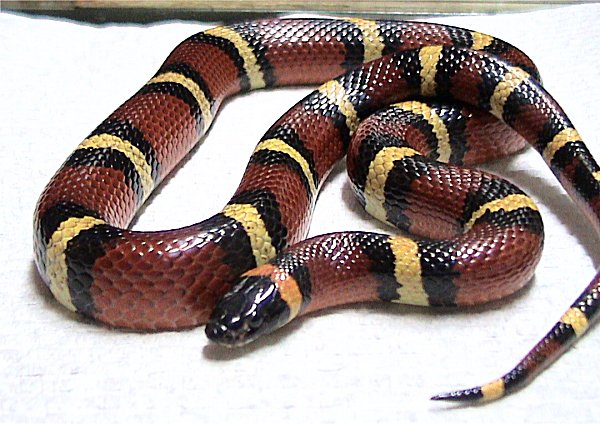
Lampropeltis triangulum annulata

Sottospecie
- L.t.abnorma
- L.t.amaura
- L.t.andesiana
- L.t.annulata
- L.t.arcifera
- L.t.blanchardi
- L.t.campbelli
- L.t.celaenops
- L.t.conati
- L.t.dixoni
- L.t.gaigeae
- L.t.gentilis
- L.t.hondurensis
- L.t.micropholis
- L.t.multistrata
- L.t.nelsoni
- L.t.oligozona
- L.t.polyzona
- L.t.sinaloae
- L.t.smithi
- L.t.stuarti
- L.t.sypila
- L.t.taylori
- L.t.triangulum

## Curiosità
Il nome comune deriva da una vecchia credenza. Date le loro abitudini di ripararsi e vivere in stalle e fienili, si pensava si nutrisse di latte.
Un esemplare di questa specie compare nel film "Il mondo perduto - Jurassic Park". In una scena il Dr. Robert Burke, precedentemente messosi al riparo sotto una cascata, si rende conto che un serpente si è infilato nella sua camicia, e spaventandosi esce dalla zona sicura finendo per essere divorato dal Tyrannosaurus rex. Data la posizione riferita al largo della costa pacifica della Costa Rica dell'isola immaginaria Isla Sorna, e dato l'areale di distribuzione di Lampropeltis triangulum, è corretto supporre che questo serpente avrebbe potuto trovarsi lì.